# 홍이중
홍이중(중국어: 洪一中, 1961년 5월 14일 ~ )은 타이강 호크스의 감독이다.